# Leptogium turgidum
Leptogium turgidum är en lavart som först beskrevs av Erik Acharius, och fick sitt nu gällande namn av Cromb. Leptogium turgidum ingår i släktet Leptogium och familjen Collemataceae.   Inga underarter finns listade i Catalogue of Life.